# طاهر شمس الدين الحمصي
طاهر شمس الدين الحمصي (1838 - 1898 م) (1258 - 1315 هـ) فقيه شافعي وشاعر سوري من أهل القرن التاسع عشر الميلادي/الثالث عشر الهجري. ولد في حمص ونشأ بها وقرأ على علمائها وكبار شيوخ الدين فيها فأصبح الإمام الشافعية فيها. كان يتعاطى تجارة الحرير والغزل وحياكة النّسيج. تميّز بعلمه وأدبه وقدرته الخطابية. شعره كثير متنوّع ، ضاع معظمه. 

## سيرته
ولد طاهر شمس الدين في حمص سنة 1838م/ 1254 هـ ونشأ بها. كان يسكن في محلة ظهر المغارة، نشأ برعايته والده في عائلة عالية ومعروفة. قرأ على علماء عصره العلوم العقلية والنقلية وتبحر في الفروع والأصول، فأصبح أستاذ المذهب الشافعي وعالمه في حمص. ورث وظيفة الإمامة الشافعية بمقام خالد بن الوليد عن جده الأكبر شمس الدين . اشتغل بالتدريس في المذهب الشافعي في جامع خالد بن الوليد، واستفاد من علمه الكثيرون، وتخرج على يديه علماء. 

كان يتعاطى تجارة الحرير والغزل وحياكة النسيج الذي اشتهرت به حمص في عصره. قام بأسفار في مصر وكان صديقًا لخالد الأتاسي فترافقا إلى الحجاز وقاما بأداء فريضة الحج ثم عادا سوية إلى حمص.

توفي طاهر شمس الدين في سنة 1898 م/ 1315 هـ. ودفن في مقبرة عائلته. من أولاده عبد المتعال وأبو النصر وطيب .

## شعره
كان أديباً وخطيباً فناناً، وشاعراً بليغاً «في نسخ القوافي على أبدع منوال... يتسم بالطابع الصوفي التأملي، ذا صوت بديع، متفنناً في علم النغمة والأوزان، متقناً حفظ ألحان النابلسي واليافي والجندي، انتهج نسق الشاعر الشيخ أمين الجندي في نظم القدود والموشحات البديعة.» 